# Maciej Czyżowicz
Maciej Czyżowicz (n. 28 ianuarie 1962, Szczecin, Polonia) este un sportiv ce a reprezentat Polonia, medaliat olimpic. A participat la 3 ediții ale Jocurilor Olimpice (1988, 1992, 1996) în care a câștigat o medalie de aur.